# Дрёма (телепередача)
«Дрёма» — музыкальная телепередача, выходившая в ночном эфире российского канала ТВ-6 с 14 октября 1997 по 27 февраля 1998 года[уточнить], четыре раза в неделю (со вторника по пятницу), в рамках ночного блока «Диск-канала». В качестве автора, режиссёра и ведущего над программой работал Владимир Епифанцев, в роли соведущей выступала Анфиса Чехова. «Дрёма» стала заметным явлением в истории российского телевидения, «повлияв на целое поколение» зрителей.
Предложение сделать музыкальную передачу Владимир Епифанцев, трудившийся в середине 1990-х корреспондентом на ТВ-6, получил от своего начальника. При создании «Дрёмы» в качестве образца для подражания Епифанцев ориентировался по собственным словам на европейское MTV. Однако ввиду отсутствия денег и опыта, «стилизация под западную безбашенность вылилась в очень эстетскую безбашенность, издевательство над традиционным телевидением». Ведущие программы цитировали классические философские и поэтические тексты, ставили театральные сценки в костюмах для БДСМ-игр, пародировали рекламные ролики и т. д. и т. п. Всё это сопровождалось музыкой и перемежалось видеоклипами андеграундных коллективов, таких как Brutal Truth, Burzum, Impaled Nazarene, Napalm Death, Swans, MZ-412, NON, Missing Foundation, Fun-Da-Mental, Autechre, Aphex Twin, Coldcut, Tool, White Zombie, Autechre, The Future Sound of London, Laibach, Einstürzende Neubauten, Диаманда Галас и др. (позднее к ним добавились ролики российских поп-исполнителей). В результате по воспоминаниям панк-музыканта Дмитрия Спирина, «Дрёма» производила впечатление «трэш-спектакля» и «была мечтой любого культурного террориста». Арт-критикой «Дрёма» была воспринята как «пощёчина унылому российскому телевещанию» и «пир во время попсовой чумы». Эстетический радикализм передачи вскоре привёл к недовольству со стороны руководства телеканала ТВ-6 и просуществовав в эфире менее полугода, она была закрыта.
По мнению обозревателя «Русского журнала» Якова Шустова, несмотря на короткую жизнь в эфире «Фрагменты мировосприятия», транслировавшегося «Дрёмой», «застряли в глазах телезрителей как осколки зеркала троллей, с уничтожения которого начинается „Снежная королева“» и отдельные её черты можно обнаружить в таких культурных явлениях российской жизни 2000-х годов как творчество арт-групп «Война» и «Синие носы», первомайские «монстрации», сериал «Школа», молодёжное движение хипстеров и др.
После закрытия программы «Дрёма» Владимира Епифанцева, Олега Шишкина, Анфису Чехову, Юлию Стебунову и Дмитрия Спирина приглашают на недавно созданный столичный телеканал ТВ Центр, где весной 1998 года была запущена программа «Культиватор», которая продержалась еще меньше чем «Дрёма» и была через три месяца закрыта.